# Malînivka, Berezivka
Malînivka (în ucraineană Малинівка) este un sat în comuna Ivanivka din raionul Berezivka, regiunea Odesa, Ucraina.

## Demografie
Componența lingvistică a localității Malînivka
     Ucraineană (70,48%)
     Rusă (5,24%)
     Română (4,29%)
     Alte limbi (0,24%)
Conform recensământului din 2001, majoritatea populației localității Malînivka era vorbitoare de ucraineană (70,48%), existând în minoritate și vorbitori de rusă (5,24%), română (4,29%) și găgăuză (1,19%).